# Tresanthera
Tresanthera  es un género monotípico de plantas con flores perteneciente a la familia de las rubiáceas. Incluye una sola especie: Tresanthera condamineoides H.Karst. (1859). Es nativa del Caribe y Centroamérica.

## Taxonomía
Tresanthera condamineoides fue descrita por Gustav Karl Wilhelm Hermann Karsten y publicado en Florae Columbiae terraumque adjacentium specimina selecta in peregrinatione duodecim annorum observata delineavit et descripsit 1: 37, t. 19, en el año 1858.
Variedades aceptadas
- Tresanthera condamineoides var. condamineoides
- Tresanthera condamineoides var. thyrsiflora (Steyerm.) Delprete

Sinonimia
- Tresanthera pauciflora K.Schum. ex Soler.[3]

var. condamineoides
- Rustia pauciflora Soler.
- Tresanthera pauciflora (Soler.) K.Schum.

var. thyrsiflora (Steyerm.) Delprete
- Tresanthera thyrsiflora Steyerm.